# Henry Cary, 4. Viscount Falkland
Henry Cary, 4. Viscount Falkland (* 1634 in Burford Priory, Oxfordshire; † 2. April 1663 in Bedgebury Park, Goudhurst, Kent) war ein englischer Politiker.

## Leben
Cary war der zweite Sohn von Lucius Cary, 2. Viscount Falkland (1610–1643), und seiner Frau Lettice Morison (1610–1647), der Tochter von Sir Richard Morison, Gutsherr von Tooley Park in Leicestershire. Er wurde in Hayes, Middlesex, bei Dr. Thomas Triplett erzogen. Beim frühen Tod seines älteren Bruders Lucius Cary, 3. Viscount of Falkland (1632–1649) erbte er 1649 dessen schottische Adesltitel als 2. Viscount Falkland und 2. Lord Cary. Wie sein Vater, der im Englischen Bürgerkrieg in der Erste Schlacht bei Newbury gefallen war, sympathisierte er mit den Royalisten und reiste 1650 nach Frankreich. In den ersten Jahren des Commonwealth of England wurden seine Bewegungen deshalb vom Staatsrat überwacht, aber nachdem William Lockhart of Lee, der Botschafter des Commonwealths in Paris, ihn beurteilt hatte, wurden er nicht länger als ernsthafte Bedrohung für die Republik wahrgenommen.
1659 wurde Cary als Abgeordneter für Oxfordshire im Dritten Protektoratsparlament gewählt, wo er sich gegen die Anerkennung von Cromwells „Other House“ aussprach. Er ergriff Partei gegen die Offiziere, die in London für die New Model Army verantwortlich waren, und wurde wegen Beteiligung an dem geplanten royalistischen Aufstand von 1659 verhaftet und zeitweise im Tower of London inhaftiert. Im Februar 1660 unterstützte er General George Monck, als dieser mit anderen Adligen aus Oxfordshire eine Erklärung unterzeichnete, die ein freies Parlament forderte. Im darauf folgenden Monat wurde er zum Friedensrichter und Kommissar der Miliz von Oxfordshire ernannt.
1660 wurde Cary als Abgeordneter für Oxford und Arundel gewählt und entschied sich, für Oxford im Convention Parliament zu sitzen. In diesem Parlament war er ein aktiver Unterstützer der anglikanischen und royalistischen Sache und wurde als einer der zwölf Abgeordneten ausgewählt, die König Karl II. in Holland besuchten und kehrte mit dem König nach England zurück. Während Karl in Canterbury war, kehrte Cary nach London zurück und überbrachte dem Parlament einen Brief des Königs.
Während der Debatten über den Indemnity and Oblivion Act vertrat Cary eine harte Linie gegenüber den Königsmördern.
Im Juni 1660, kurz nach der Wiederherstellung der Monarchie unter König Karl II., wurde Cary zum Colonel der Kavallerie und Gentleman of the Privy Chamber ernannt. Von da an bis zu seinem plötzlichen Tod 1663 war er am Hof und im königlichen Dienst aktiv. 1661 wurde er zum Abgeordneten für Oxfordshire im Cavalier Parliament gewählt und hatte außerdem verschiedene Dienstposten im englischen Heer inne. Er unterstützte die Krone während der Debatten über die Militia Bill, welche die Macht der Krone über die Streitkräfte bestätigte, war jedoch bei einigen am Hofe wegen seiner glühenden Unterstützung des Act of Uniformity in Ungnade gefallen, da er seine Abneigung sowohl gegenüber Katholiken als auch gegenüber Dissidenten deutlich machte und die Linie der Regierung, dass Toleranz gezeigt werden sollte, ablehnte. 1661 wurde er zum Colonel der Infanterie in der Garnison von Dünkirchen ernannt. Im August 1662 wurde er als Abgeordneter für Fore auch ins Unterhaus des irischen Parlaments gewählt. Im Oktober 1662, nachdem sein Regiment aufgelöst worden war, wurde er zum Captain eines Kavallerie-Troops in Irland ernannt. Im selben Monat kehrte er nach London zurück, um seine Arbeit in den Ausschüssen des Unterhauses wieder aufzunehmen.
Cary war der Autor des Theaterstücks The Marriage Night. Es spielt in Kastilien und behandelt die Themen Tragödie und Rache. Samuel Pepys schrieb in seinem Tagebuch, nachdem er das Stück gesehen hatte: „Eine Art Tragödie, und einige Dinge darin sind sehr gut, aber das Ganze, dachte ich, nicht so“ (Tagebuch von Samuel Pepys, 21. März 1667).
Cary starb 1663 im Alter von etwa 29 Jahren und wurde in Great Tew, Oxfordshire, begraben.

## Familie
Am 14. April 1653 heiratete Cary Rachel Hungerford († 1718), die Tochter von Anthony Hungerford, Gutsherr von Blackbourton in Oxfordshire. Sie hatten einen Sohn, Anthony Cary, 5. Viscount Falkland (1656–1694). Seine Witwe heiratete zweimal wieder, einer ihrer Ehemänner war Sir James Hayes († 1694). Sie starb am 24. Februar 1718 in Bedgebury in Kent.